# Linares de la Sierra
Linares de la Sierra és un poble de la província de Huelva (Andalusia), que pertany a la comarca de Sierra de Huelva. Es troba entre Alájar i Aracena, en el centre del Parc Natural de la Sierra de Aracena i els Picos de Aroche, un dels espais protegits més importants de la Comunitat i que ocupa tot el nord de la província amb les seves deveses i petites elevacions cobertes, predominantment, de boscos de quercus ilex, sureres, castanys i foresta baixa, per on cursen nombrosos rierols, ideal per a la ramaderia, especialment per al porc ibèric, que troba aquí unes condicions ideals.
Del poble, cap destacar els seus carrers empedrats, l'Església Parroquial de San Juan Bautista, el safareig públic i les cases. Es va separar d'Aracena en temps de Ferran VI, per la Real Cèdula de 27 de maig de 1724.

## Demografia
| 1996 | 1998 | 1999 | 2000 | 2001 | 2002 | 2003 | 2004 | 2005 |
| ---- | ---- | ---- | ---- | ---- | ---- | ---- | ---- | ---- |
| 301  | 300  | 309  | 316  | 307  | 293  | 300  | 303  | 295  |